# Distrito de Tamenglong
Tamenglong es un distrito de la India en el estado de Manipur. Código ISO: IN.MA.TA.
Comprende una superficie de 4 391 km².
El centro administrativo es la ciudad de Tamenglong.

## Demografía
Según el censo del 2011 contaba con una población total de 140 143 habitantes, de los cuales 68 381 eran mujeres y 71 762 varones.